# Xantoxenita
La xantoxenita és un mineral de la classe dels fosfats, que pertany al grup whiteïta. Va ser descoberta l'any 1949 i rep el seu nom del grec xanthos, groc, i oxenite, en al·lusió a la seva semblança a la cacoxenita.

## Característiques
La xantoxenita és un fosfat hidratat de calci i ferro amb fórmula Ca₄Fe₂3+(PO₄)₄(OH)₂·3H₂O. Cristal·litza en el sistema triclínic, i la seva exfoliació és perfecta. Pertany al grup whiteïta de minerals. La seva duresa a l'escala de Mohs és de 2,5.
Segons la classificació de Nickel-Strunz, la montgomeryita pertany a «08.DH: Fosfats amb cations de mida mitjana i gran, (OH, etc.):RO₄ < 1:1» juntament amb els següents minerals: minyulita, leucofosfita, spheniscidita, tinsleyita, jahnsita-(CaMnFe), jahnsita-(CaMnMg), jahnsita-(CaMnMn), keckita, rittmannita, whiteita-(CaFeMg), whiteita-(CaMnMg), whiteita-(MnFeMg), jahnsita-(MnMnMn), kaluginita, jahnsita-(CaFeFe), jahnsita-(NaFeMg), jahnsita-(NaMnMg), jahnsita-(CaMgMg), manganosegelerita, overita, segelerita, wilhelmvierlingita, juonniita, calcioferrita, kingsmountita, zodacita, montgomeryita, arseniosiderita, kolfanita, mitridatita, pararobertsita, robertsita, sailaufita, mantienneita, paulkerrita, benyacarita, mahnertita, andyrobertsita, calcioandyrobertsita, englishita i bouazzerita.

## Formació i jaciments
És un mineral secundari resultant de l'alteració de la trifilita en pegmatites granítiques. Sol trobar-se associada a altres minerals com: apatita, whitlockita, childrenita, eosforita, laueita, strunzita, stewartita, mitridatita, ambligonita i siderita.